# Aeródromo Lago Verde
El Aeródromo Lago Verde (OACI: SCVE) es un terminal aéreo ubicado en las proximidades del Lago Verde, Provincia de Coyhaique, Región de Aysén, Chile. Este aeródromo es de carácter público.